# Lepidobrya mawsoni
Lepidobrya mawsoni är en urinsektsart som först beskrevs av Tillyard 1920.  Lepidobrya mawsoni ingår i släktet Lepidobrya och familjen brokhoppstjärtar. Inga underarter finns listade i Catalogue of Life.